# 那坡镇
那坡镇，是中华人民共和国广西壮族自治区百色市田阳区下辖的一个乡镇级行政单位。

## 行政区划
那坡镇下辖以下地区：
那坡街社区、平朴村、敢亮村、万平村、那芘村、义安村、宝美村、六合村、合力村、那驮村、弄坡村、永常村、濑旺村、尚兴村、百峰村、那音村、弄山村、弄初村、晚塘村、东红村和洞印村。